# Yannick-Lennart Albrecht
Yannick-Lennart Albrecht (* 28. April 1994 in Visp) ist ein Schweizer Eishockeyspieler, der seit Juli 2021 bei den SC Rapperswil-Jona Lakers aus der Schweizer National League unter Vertrag steht und dort auf der Position des Centers bzw. linken Flügelstürmers spielt. Mit dem EV Zug gewann Albrecht im Jahr 2021 die Schweizer Meisterschaft.

## Karriere
Albrecht stammt aus der Nachwuchsbewegung des EHC Visp, er wuchs in der Nähe der Eishalle Litterna auf. Im Alter von 15 Jahren wechselte der Stürmer in den Nachwuchs des SC Langnau, wo er in einer Gastfamilie untergebracht wurde. In Schüpfheim besuchte er das Sportgymnasium. In der Saison 2013/14 schaffte das Talent den Sprung ins Kader der SCL Tigers. Mit den Langnauern gewann er im Frühjahr 2015 die Meisterschaft der National League B (NLB), die gleichbedeutend mit dem Aufstieg in die National League A (NLA) war. Anfang November 2015 unterzeichnete er eine Vertragsverlängerung bei den Emmentalern bis zum Ende der Spielzeit 2017/18.
Im Dezember 2017 gab der EV Zug Albrechts Verpflichtung zur Saison 2018/19 bekannt. Der Walliser gewann mit dem EVZ neben dem Schweizer Cup und der Vizemeisterschaft im Jahr 2019 auch den Schweizer Meistertitel im Frühjahr 2021. Nach dem Spieljahr 2020/21 wechselte er innerhalb der Liga mit einem Zweijahresvertrag zu den SC Rapperswil-Jona Lakers. Im November 2022 verlängerte Albrecht seinen Vertrag vorzeitig um weitere drei Jahre bis zum Sommer 2026.

### International
In den Altersstufen U16, U19 und U20 wurde Albrecht in den Schweizer Juniorennationalmannschaften eingesetzt, bestritt aber kein internationales Turnier. Im Januar 2016 erhielt Albrecht sein erstes Aufgebot für die Schweizer A-Nationalmannschaft und absolvierte beim Slovakia Cup seine ersten Länderspiele. In der Folge nahm er am Deutschland Cup 2018 teil.

## Erfolge und Auszeichnungen
- 2015 Meister der NLB und Aufstieg in die NLA mit den SCL Tigers
- 2019 Schweizer Cupsieger mit dem EV Zug
- 2019 Schweizer Vizemeister mit dem EV Zug
- 2021 Schweizer Meister mit dem EV Zug

## Karrierestatistik
Stand: Ende der Saison 2024/25
(Legende zur Spielerstatistik: Sp oder GP = absolvierte Spiele; T oder G = erzielte Tore; V oder A = erzielte Assists; Pkt oder Pts = erzielte Scorerpunkte; SM oder PIM = erhaltene Strafminuten; +/− = Plus/Minus-Bilanz; PP = erzielte Überzahltore; SH = erzielte Unterzahltore; GW = erzielte Siegtore; 1 Play-downs/Relegation; Kursiv: Statistik nicht vollständig)